# The Book of Kings
The Book of Kings - album australijskiego zespołu Mournful Congregation, wykonującego funeral doom metal. Wydany 1 listopada 2011 przez wytwórnie Weird Truth Productions oraz Osmose Productions(w Europie). Autorem okładki jest Sean Schock.

## Lista utworów
Na albumie znajdują się następujące utwory:
1. "The Catechism of Depression" - 19:19
2. "The Waterless Streams" - 12:18
3. "The Bitter Veils of Solemnity" - 12:02
4. "The Book of Kings" - 33:10[2]

## Twórcy
- Adrian Bickle - perkusja
- Ben Newsome - gitara basowa
- Damon Good - śpiew, gitara basowa, gitara elektryczna
- Justin Hartwig - gitara elektryczna[2]